# Кокорева, Елизавета Валерьевна
Елизавета Валерьевна Кокорева (род. 17 сентября 2000 года, Москва) — российская артистка балета, прима-балерина Большого театра. Лауреат первой премии Всероссийского конкурса молодых исполнителей «Русский балет» (2019), дипломант Международного балетного фестиваля «Бенуа де ля данс».

## Биография
Родилась 17 сентября 2000 года в Москве в семье артиста балета Валерия Кокорева. В 2011 году была принята в Московскую государственную академию хореографии (МГАХ) (класс профессора Татьяны Александровны Гальцевой), за время обучения в которой неоднократно участвовала в спектаклях главных музыкальных театров Москвы (Большого театра, Театра имени Станиславского и Немировича-Данченко, театра «Кремлёвский балет»). Принимала участие в гастролях Академии в Греции.
По окончании Академии в 2019 году Елизавета Кокорева была принята в труппу Большого театра.

Мой дебютный выход на сцену в качестве артистки кордебалета был в спектакле «Сильфида». Первым сольным выступлением стала партия сверстницы в балете «Лебединое озеро». Мари из спектакля «Щелкунчик» стала моей первой ведущей ролью. И до сих пор я с большим трепетом и теплом встречаю этот спектакль, в котором по-настоящему можно поверить в чудеса и окунуться в сказку. На самом деле я всегда чувствовала груз ответственности в любом своём выходе на сцену. Больше статус — больше спрос. Но для меня это стимул развиваться и двигаться дальше..— Интервью Елизаветы Кокоревой журналу «Luxury in Russia»
В первый год работы в Большом театре Кокорева в основном была артисткой кордебалета, но и в ту пору начала исполнять сольные партии в балетах. Спустя полтора года танцовщица возведена в ранг солистки, а в 2023 году — в ранг прима-балерины.
За годы службы в театре артистка исполняла главные партии в балетах «Щелкунчик», «Чайка», «Сильфида», «Спартак», «Легенда о любви», «Жизель», «Баядерка», «Пиковая дама», «Ромео и Джульетта», «Спящая красавица» и многих других.

Моя подопечная — харизматичная балерина с уникальным актёрским дарованием. Она может работать сутки напролет. Я никогда не вижу её уставшей, она всегда готова, всегда в хорошем настроении.— Педагог балетной труппы Большого театра Мария Аллаш

У неё уникальные природные данные, обаяние, координация. Она делает движения очень легко, практически не задумывается, насколько это сложно.— Премьер балетной труппы Большого театра Д.Смилевский
За годы учёбы в МГАХ Елизавета Кокорева неоднократно становилась обладательницей премий и призов международных и всероссийских конкурсов молодых артистов балета. В 2023 году стала дипломантом Международного балетного фестиваля «Бенуа де ля данс».
31 декабря 2024 года Елизавета Кокорева танцевала в главном новогоднем спектакле страны — балете «Щелкунчик», прямая трансляция которого была проведена на Первом канале и на больших экранах кинотеатров Москвы, Санкт-Петербурга и ещё десятках городов России.

## Репертуар
| Балет                               | Партия                                               | Хореография                                  | Редакция                         |
| ----------------------------------- | ---------------------------------------------------- | -------------------------------------------- | -------------------------------- |
| «Укрощение строптивой»              | Служанка (служанки)                                  | Жан-Кристоф Майо                             |                                  |
| «Лебединое озеро»                   | Лебедь (четыре лебедя), Сверстница (сверстницы)      | Мариус Петипа, Лев Иванов, Александр Горский | Юрий Григорович                  |
| «Драгоценности»                     | рубины                                               | Джордж Баланчин                              |                                  |
| «Раймонда»                          | вариация                                             | Мариус Петипа                                | Юрий Григорович                  |
| «Нуреев»                            | Балерина                                             | Юрий Посохов                                 | Кирилл Серебренников             |
| «Сильфида»                          | Сильфида (две сильфиды)                              | Август Бурнонвиль                            | Йохан Кобборг                    |
| «Жизель»                            | крестьянское па-де-де                                | Жан Коралли, Жюль Перро, Мариус Петипа       | Алексей Ратманский               |
| «Щелкунчик»                         | Мари                                                 | Юрий Григорович                              |                                  |
| «Дон Кихот»                         | Дриада (четыре дриады)                               | Мариус Петипа, Александр Горский             |                                  |
| «Спартак»                           | Пастушка (пастушки)                                  | Юрий Григорович                              |                                  |
| «Щелкунчик»                         | китайская кукла                                      | Юрий Григорович                              |                                  |
| «Спящая красавица»                  | Фрейлина (фрейлины), принцесса Флорина, фея Резвости | Мариус Петипа                                | Юрий Григорович                  |
| «Артефакт-сюита»                    |                                                      | Уильям Форсайт                               |                                  |
| «Дон Кихот»                         | Китри                                                | Мариус Петипа, Александр Горский             |                                  |
| «Коппелия»                          | Аврора (Заря)                                        | Мариус Петипа, Энрико Чекетти                | Сергей Вихарев                   |
| «Девятый вал»                       | солистка                                             | Брайан Ариас                                 |                                  |
| «Баядерка»                          | Джампе, вариации                                     | Мариус Петипа                                | Юрий Григорович                  |
| «Светлый ручей»                     | Галя                                                 | Алексей Ратманский                           |                                  |
| «Щелкунчик»                         | испанская кукла                                      | Юрий Григорович                              |                                  |
| «Коппелия»                          | Сванильда                                            | Мариус Петипа, Энрико Чекетти                | Сергей Вихарев                   |
| «Симфония до-мажор»                 | солистка                                             | Джордж Баланчин                              |                                  |
| «Орландо»                           | вариации                                             | Кристиан Шпук                                |                                  |
| «Пламя Парижа»                      | Амур                                                 | Алексей Ратманский                           |                                  |
| «Драгоценности»                     | изумруды — па-де-труа                                | Джордж Баланчин                              |                                  |
| «Легенда о любви»                   | Подруга (подруги Ширин)                              | Юрий Григорович                              |                                  |
| «Артефакт-сюита»                    | солистка                                             | Уильям Форсайт                               |                                  |
| «Чайка»                             | Нина Заречная                                        | Юрий Посохов                                 |                                  |
| «Дон Кихот»                         | вариация Гран-па                                     | Мариус Петипа, Александр Горский             |                                  |
| «Дочь фараона»                      | вариация Па-д’аксьон                                 | Мариус Петипа                                | Пьер Лакотт                      |
| «Жизель»                            | па-де-де                                             | Жан Коралли, Жюль Перро, Мариус Петипа       | Юрий Григорович                  |
| «Раймонда»                          | вторая вариация (картина «Грёзы Раймонды»)           | Мариус Петипа                                | Юрий Григорович                  |
| «Четыре персонажа в поисках сюжета» | солистка                                             | Димо Милев                                   |                                  |
| «Сильфида»                          | Сильфида                                             | Август Бурнонвиль                            | Йохан Кобборг                    |
| «Дочь фараона»                      | Гвадалквивир, Рамзея                                 | Мариус Петипа                                | Пьер Лакотт                      |
| «Зимняя сказка»                     | Утрата                                               | Кристофер Уилдон                             |                                  |
| «Сделано в Большом»                 | солистка                                             | Антон Пимонов                                |                                  |
| «Спартак»                           | Фригия                                               | Юрий Григорович                              |                                  |
| «Легенда о любви»                   | Ширин                                                | Юрий Григорович                              |                                  |
| «Пахита»                            | вариации, па-де-труа                                 | Мариус Петипа                                | Юрий Бурлака                     |
| «Шопениана»                         | мазурка, вальс ор.64 № 2                             | Михаил Фокин                                 | Наталья Большакова, Вадим Гуляев |
| «Лебединое озеро»                   | Испанская невеста                                    | Мариус Петипа, Лев Иванов, Александр Горский | Юрий Григорович                  |
| «Жизель»                            | Жизель                                               | Жан Коралли, Жюль Перро, Мариус Петипа       | Юрий Григорович                  |
| «Пламя Парижа»                      | Жанна                                                | Алексей Ратманский                           |                                  |
| «Шопениана»                         | вальс ор.70 № 1                                      | Михаил Фокин                                 | Наталья Большакова, Вадим Гуляев |
| «Ундина»                            | вариация                                             | Жюль-Жозеф Перро                             |                                  |
| «Трильби»                           | вариация                                             | Юлий Гербер                                  |                                  |
| «Дочь фараона»                      | Аспиччия                                             | Мариус Петипа                                | Пьер Лакотт                      |
| «Баядерка»                          | Гамзатти                                             | Мариус Петипа                                | Юрий Григорович                  |
| «Марко Спада»                       | Анжела                                               | Пьер Лакотт                                  |                                  |
| «Пиковая дама»                      | Лиза                                                 | Юрий Посохов                                 |                                  |
| «Кармен-сюита»                      | Кармен                                               | Альберто Алонсо                              |                                  |
| «Ромео и Джульетта»                 | Джульетта                                            | Леонид Лавровский                            |                                  |
| «Спящая красавица»                  | Принцесса Аврора                                     | Мариус Петипа                                | Юрий Григорович                  |

## Фильмография
- 2024: Спящая красавица (фильм-балет, Россия)[12].

## Награды и премии
- 2016: Лауреат общероссийского конкурса «Молодые дарования России».
- 2017: Лауреат первой премии (младшая группа) XIII Международного конкурса артистов балета и хореографов и обладатель приза Международной федерации балетных конкурсов «Лучшему дуэту» (совместно с Д.Захаровым).
- 2018: Лауреат общероссийского конкурса «Молодые дарования России».
- 2018: Лауреат первой премии (младшая группа) V Международного конкурса балета «Гран при Сибири»[13].
- 2019: Лауреат первой премии IV Всероссийского конкурса молодых исполнителей «Русский балет»[1].
- 2023: Дипломант Международного балетного фестиваля «Бенуа де ля данс»[2].